# ۱۵۳۰ (میلادی)
۱۵۳۰ (میلادی) هزارو پانصد و سی امین سال تقویم میلادی است.

## رویدادها
آغاز مکتب فونتن بلو با حضور هنرمندان ایتالیایی در فرانسه.

## زادگان
- ۳ ژوئیه – کلود فوشه، تاریخ‌نگار فرانسوی (د. ۱۶۰۱)
- ۱۴ اوت – باتیستا بندتی، ریاضی‌دان و فیزیک‌دان ایتالیایی (د. ۱۵۹۰)
- ۱ نوامبر – اتین دو لا بوئسی، نویسنده و فیلسوف فرانسوی (د. ۱۵۶۳)

## درگذشتگان
- ۲۶ دسامبر – بابر، شاعر هندی (ز. ۱۴۸۳)